# ジャック・ニコラ・ビョー＝ヴァレンヌ

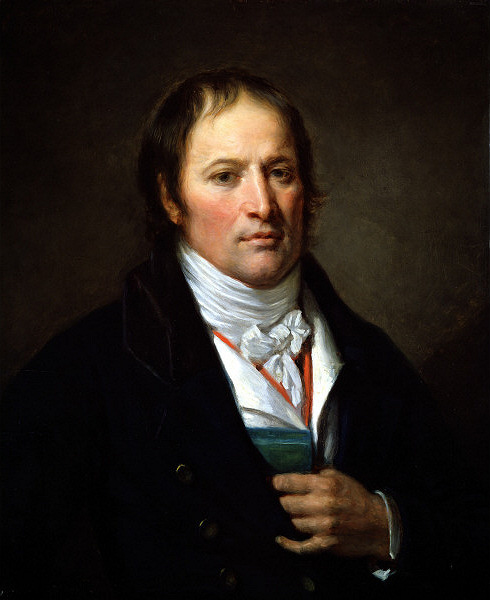
ジャック・ニコラ・ビョー＝ヴァレンヌ

ジャック・ニコラ・ビョー＝ヴァレンヌ  (Jacques Nicolas Billaud-Varenne, 1756年4月23日 - 1819年6月3日) はフランス革命の指導者。

## 生涯
西部フランスのラ・ロシェル港の弁護士の家に生まれ、法律を学び弁護士になった。オラトリオ会の教授を務めたが、パリで弁護士を開業し1786年に徴税請負人の娘と結婚し、自分の名前に「ヴァレンヌ」を加えた。
1790年にジャコバン・クラブに加入。1792年8月10日のテュイルリー宮殿襲撃事件を扇動して、コミューンの一因となり助役に任じられた。国民公会成立後、議員となり山岳派に属して国王の死刑に賛成した。1793年6月にはジロンド派の没落にも荷担した。派遣議員としてヴァンデの反乱の鎮圧に参加。公安委員会の急進的な一員となり恐怖政治の推進を主張した。しかし嫉妬からロベスピエールの独裁を非難し始めるようになる。
テルミドールのクーデターではタリアンと組んでサン＝ジュストの発言を封じ、ロベスピエールの失脚に一役買った。以後は1794年9月1日に公安委員を辞し反動の行き過ぎと戦おうとしたが、過激なテロリストとしてしばしば攻撃され、1795年3月2日ついに逮捕された。コロー・デルボワらと一緒に翌年南米ギアナへ流刑された。20年間の流刑生活の後、1814年赦免されたがナポレオンの政府を容認せずに恩赦を拒否し、フランスに帰国しなかった。その後アメリカ本土に渡り、1816年ハイチに移住し、ポルトープランスで病死した。